# شهرستان کامین
شهرستان کامین (به لهستانی: Powiat Kamień) یک شهرستان در لهستان است که در استان پومرانی غربی واقع شده‌است. شهرستان کامین ۱٬۰۰۶٫۶۵ کیلومتر مربع مساحت و ۴۷٬۶۰۴ نفر جمعیت دارد.